# Llei 39/2015, de procediment administratiu comú de les administracions públiques
La Llei 39/2015, d'1 d'octubre, de procediment administratiu comú de les administracions públiques és una llei espanyola que regula el procediment administratiu. Deroga l'anterior llei que regulava el procediment administratiu a Espanya, la Llei 30/1992, de 26 de novembre, del règim jurídic de les administracions públiques i del procediment administratiu comú, introduint el canvi que se centra en el procediment administratiu, deixant la regulació de l'organització administrativa a la Llei 40/2015, d'1 d'octubre, del Règim Jurídic del Sector Públic.
La substitució per l'anterior llei que regulava el procediment administratiu comú implica un respecte del nucli essencial de la regulació establerta per aquesta i a més incorpora elements de la Llei 11/2007, de 22 de juny, d'accés electrònic dels ciutadans als serveis públics.

## Fases del procediment

### Execució
Aquesta llei estableix que els actes administratius són executius en el moment que són notificats o publicats (art. 98.1). Aquesta execució pot ser suspesa de manera excepcional, segons explica l'art. 117, com a mesura cautelar per l'òrgan competent per a resoldre el recurs que impugna l'execució després de considerar els perjudicis de suspendre-la a qui l'interposa i a tercers ho acorda tenint en compte que l'acte impugnat és nul de ple dret i/o pot implicar perjudicis de difícil o impossible reparació, després que se li haja demanat d'ofici o per sol·licitud d'un recurrent. Passat un mes des de l'entrada al registre de l'òrgan competent per a resoldre'l sense que s'arribe a resolució, la suspensió és efectiva.